# Воллес де Соуза
Воллес де Соуза  (порт. Wallace de Souza, нар. 26 червня 1987) — бразильський волейболіст, олімпійський медаліст, гравець національної збірної та бразильського клубу «Сада Крузейро».

## Життєпис

### Виступи на Олімпіадах
| Олімпіада   | Дисципліна | Місце |
| ----------- | ---------- | ----- |
| Лондон 2012 | волейбол   | 2     |
| Ріо 2016    | волейбол   | 1     |

### Досягнення
Зі збірною
Клубні
- Чемпіон світу 2021[1]

Індивідуальні
- Найкращий гравець (MVP) Ліги Націй 2021[1].